# Гайслер, Отто
Отто Гайслер (нем. Otto Geißler; 27 мая 1872, Луккенвальде — 2 июля 1939, Вернигероде) — немецкий инженер-строитель, профессор Технического университета в Ганновере.

## Биография
Отто Гайслер родился 27 мая 1872 года в Луккенвальде; он учился в гимназии, но покинул ее без диплома о среднем образовании. В итоге, он приобретал инженерное образование как самоучка. Несмотря на отсутствие формальной квалификации, в 1922 году он все же стал преподавателем в университете — работал на отделении строительства в Ганноверском университете до 1934 года. В этот период он также отвечал за реализацию ряда крупных строительных проектов, таких как сооружение насосной станции в ганноверском районе Мисбург (Misburg-Anderten).
Заявка Гайслера на вступление в НСДАП была отклонена в 1933 году. Однако, 11 ноября того же года он был среди более 900 ученых и преподавателей немецких университетов и вузов, подписавших «Заявление профессоров о поддержке Адольфа Гитлера и национал-социалистического государства». В 1934 году он был отправлен на досрочную пенсию, поскольку «распространял порочащие сведения о национал-социалистическом государстве» — при этом его не сочли противником нацистского строя как такового. Настойчивое стремление Гайслера к «высокому качеству» выпускников — строгость на экзаменах — также сыграла свою роль. Он скончался в Вернигероде незадолго до начала Второй мировой войны, 2 июля 1939 года.

## Работы
- Wasser- und Gasanlagen. Handbuch der Wasserbeschaffung, Bewässerung, Entwässerung und Gasbeleuchtung, Jänecke, Hannover 1902.
- Wasserversorgung und Entwässerung der Gemeinden, Verlag Der Wasser und Wegebau, 1905.
- Untersuchungen und Vorschläge zum Regeln und Nutzen der Wasserabflüsse im Holtemmegebiet, Hannover 1927.
- Über die Wasserversorgung von Hannover, Hannover 1929.
- Über die Fernwasserleitungen von der Sösesperre bis nach Hannover, Hannover 1930.